# Vaughan Gething
Vaughan Gething (Lusaka, 15 marzo 1974) è un politico britannico, Primo ministro del Galles e leader dei Laburisti gallesi dal 20 marzo al 5 agosto 2024.
In precedenza era stato ministro della salute e dei servizi sociali del Galles dal 2016 al 2021. È membro del Senedd (il Parlamento gallese) per il collegio di Cardiff South and Penarth dalle elezioni del 2011. Nel 2024 è stato eletto candidato alla successione a Mark Drakeford come Primo ministro del Galles. È stato il primo Primo ministro del Galles nero, e primo leader nero di uno stato dell'Europa.

## Gioventù
Gething nacque in Zambia nel 1974, dove il padre, un veterinario gallese di Ogmore-by-Sea nel Glamorgan, incontrò la madre, zambiana. Gething descrive il padre come un "migrante economico gallese bianco"; ha tre fratelli ed una sorella. Quando aveva due anni, si trasferì con la famiglia nel Monmouthshire. Il padre alla fine trovò impiego nel Dorset, in Inghilterra, dove Gething crebbe, dopo aver lasciato il Monmouthshire per episodi di razzismo.
Gething studiò alla Beaminster School nel Dorset, e frequentò poi l'Università di Aberystwyth, dove studiò legge e si laureò nel 1999, per poi spostarsi alla Scuola di Legge dell'Università di Cardiff, nell'Università del Galles. Gething divenne presidente dell'Unione studentesca dell'Università di Aberystwyth e fu il primo presidente nero del sindacato degli studenti gallesi.

## Carriera politica
Gething aderì al Partito Laburista all'età di 17 anni, partecipando alla campagna elettorale per le elezioni generali del 1992. Si candidò per il collegio di Mid and West Wales alle elezioni inaugurali per il Parlamento gallese nel 1999, ma non venne eletto.
Fu consigliere locale dal 2004 al 2008, rappresentando il ward di Butetown al consiglio comunale di Cardiff, eletto con due voti in più rispetto alla sfidante Betty Campbell. Dopo le elezioni Campbell inviò un ricorso al consiglio comunale sostenendo che Gething aveva infranto le regole elettorali consegnando volantini agli elettori mentre entravano nelle sezioni elettorali, chiedendogli di votare per lui. Campbell inizialmente intendeva chiedere un riconteggio, ma abbandonò l'iniziativa per via degli elevati costi.
Alle elezioni per l'Assemblea nazionale per il Galles del 2011 Gething fu scelto come candidato laburista per il collegio di Cardiff South and Penarth, dopo che Lorraine Barrett, che aveva rappresentato il collegio sin dal 1999, aveva annunciato che non si sarebbe ricandidata. Il 5 maggio 2011 Gething riuscì a incrementare il voto laburista nel collegio, e ottenne più del 50% dei voti. Alle successive elezioni del 2016 aumentò ancora la sua percentuale di voti.
Dopo le elezioni del 2016 il Primo ministro Carwyn Jones promosse Gething nel governo gallese, nominandolo Segretario per la Salute, il Benessere e lo Sport.
Gething non sostenne Jeremy Corbyn nelle elezioni per la leadership laburista del 2015 né del 2016; nel 2017 dichiarò tuttavia in un'intervista a BBC Radio Wales che sarebbe stato favorevole a Corbyn come Primo ministro del Regno Unito, affermando "Voglio un Primo ministro laburista, e questo significa che Jeremy Corbyn dovrebbe essere Primo ministro. [...] Non penso che importi se sono un sostenitore o no, importa se penso che possa essere all'altezza di guidare la nazione".